# Tony O’Malley (Musiker)

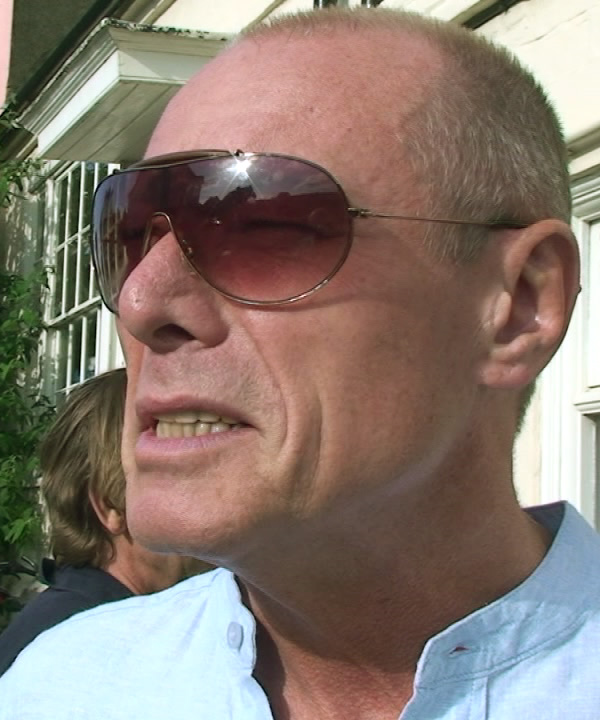
Tony O’Malley (2008)

Tony O’Malley (* 15. Juli 1948 in Bushey, Hertfordshire) ist ein britischer Jazz-, Funk-Sänger, -Keyboarder, -Komponist und -Arrangeur. Er war Keyboarder bei Arrival und hatte einen Platz #8 im Großbritannien mit „Friends“ (geschrieben von Terry Reid) 1970 und dem Hit „I Will Survive“, geschrieben und arrangiert von Arrival und seinem Bandkollegen Frank Collins. Er trat 1976 10cc nach den Austritten von Kevin Godley und Lol Creme bei und spielte auf dem Live-Album Live and Let Live.
O’Malley lebte und arbeitete in Georgien für vier Jahre, wo er ein nationaler Fernsehstar wurde. Im Jahr 2008 zog er nach Brüssel. Er arbeitete mit Pino Palladino, Laurence Cottle, Andy Newmark, Hamish Stuart, Alan Spenner, Jim Mullen, Adam Phillips, Jody Linscott, Ash Soan, Mel Collins, Mark Smith, Mornington Lockett, Jeremy Stacey, Ian Thomas und Neil Hubbard.
O’Malley wurde im Mai 2008 Mitglied in der vorübergehend reformierten 1970er-Jazz-Funk-Band „Kokomo“ mit Mel Collins, Neil Hubbard, Mark Smith, Adam Phillips, Andy Hamilton, Bernie Holland, Glen Le Fleur, Paddy McHugh, Dyan Birch und Frank Collins, die auch Gastauftritte mit Eddy Armani und Franke Pharao enthielten.
O’Malley singt und spielt auch Hammond-Orgel in der Begleitband von dem belgischen Frank De Ruyter (Tenorsaxophon), Patrick Deltenre (Gitarre), Frédéric Jacquelmin (Schlagzeug) und dem französischen Bassisten Thierry Fandant.